# Беркдейл
Беркдейл (англ. Bjorkdale) — село в канадській провінції Саскачеван.

## Населення

### Чисельність
| 2001 | 2006 | 2011 | 2016 |
| ---- | ---- | ---- | ---- |
| 229  | 201  | 199  | 201  |